# Raionul Zaharievca, județul Dubăsari
Raionul Zaharievca a fost unul din cele cinci raioane ale județului Dubăsari din Guvernământul Transnistriei între 1941 și 1944.

## Demografie
La recensământul sovietic din 1926, aici trăiau 40039 locuitori, dintre care:
- ucraineni-31271 (78,1 %)
- moldoveni (români)-3217 (8 %)
- evrei-2315 (5,8 %)
- ruși-1612 (4 %)
- germani-1116 (2,8 %)
- alții

## Localități
- Zaharievca
- Ioșipca
- Coșarca
- Lenin
- Pervomaisc
- Zărița Nouă
- Toporu Mic
- Parcani
- Perja
- Roșa
- Vasilevca
- Voinici